# سطامية الصغرى (إسماعيلية)
سطامية الصغرى (بالفارسية: سطامیه کوچک) هي قرية وتقع في إيران في قسم إسماعيلية الريفي. يقدر عدد سكانها بـ 29 نسمة بحسب إحصاء 2016.